# 大島榎奈
大島 榎奈（おおしま かな）は、日本のナレーター、フリーアナウンサー。所属事務所は大阪テレビタレントビューロー。

## 主な出演

### ナレーション
- ウェークアップ!ぷらす（読売テレビ）
- FNNスーパーニュースアンカー（関西テレビ、関西ローカル）
- お笑いワイドショー マルコポロリ!（関西テレビ、関西ローカル）
- 旅するハイビジョン 全国百線鉄道の旅 （2016年10月16日、BSフジ）

ほか、関西ローカル番組のナレーション多数。
- メデキケ（ケーブルウエスト、ジェイコム関西、ベイコム）・・・企画・制作・パーソナリティ。

### CMナレーション
- NTT西日本
- おやつカンパニー
- JTB
- 毎日新聞
- ロート製薬
- ダイワハウス

ほか多数。

### テレビアニメ
- 週刊ストーリーランド「謎の老婆シリーズ ふえるほうき」（梅田サチ）

### ゲーム
- 風雲黙示録（キャロル・スタンザック、ニコラ・ザザ）

### その他
- ラジオ大阪（CMアナウンサー）
- KBS京都（契約アナウンサー）
- ラジオたんぱ（競馬中継、パドックアナウンサー）
- ひらかたパーク （メインキャラクター ピピン役ボイス）
- スカイバス京都 （車内ナレーション）
- JTB西日本 （留守番電話）

## その他の活動
- ライブハウスオーナー
- インディーズレーベル「fishmoon records」
- 新世界アーツパーク内「spica record」プロデュース